# Alkonyat-sorozat
Az Alkonyat, eredeti címén Twilight négy kötetből álló vámpírrománc fantasyregény-sorozat, melynek írója az amerikai Stephenie Meyer. A sorozat Isabella Swan, egy tinédzserlány életét követi nyomon attól kezdve, hogy a Washington állambeli Forks városkába költözik és beleszeret egy örökké 17 évesnek kinéző, valójában 109 éves vámpírba, Edward Cullenbe. A történetet Bella meséli, a Napfogyatkozás és a Hajnalhasadás néhány fejezetét kivéve, amelyekben a mesélő Jacob Black, Bella vérfarkassá változni képes barátja. Ezen kívül az írónő félbehagyott Midnight Sun című regényében Edward szemszögéből olvasható a történet, míg a 2010 júniusában megjelent The Short Second Life of Bree Tanner című novellában a Napfogyatkozás kötet egyik mellékszereplője mesél.
Az első regény, az Alkonyat 2005-ös megjelenése óta a sorozat világhírűvé és igen népszerűvé vált, főképp a fiatal felnőttek körében. Számos díjat nyert a sorozat, többek között 2008-ban a Hajnalhasadás a British Book Awards „Az év gyerekkönyve” díját kapta meg, míg a sorozat egésze 2009-ben a Kids' Choice Awards „Kedvenc könyv”-díjában részesült.
2010. márciusi adatok szerint a sorozat köteteiből világszerte összesen több mint 100 millió példány fogyott, és legalább 38 nyelvre fordították le. A négy kötet 2008-ban a legtöbbet eladott könyvek listáját is vezette, például a USA Today-nél, és több mint 235 hetet töltött a The New York Times bestseller-listáján.
A Summit Entertainment megvásárolta a regények megfilmesítési jogát; 2008-ban került a mozikba az Alkonyat, 2009-ben pedig az Alkonyat – Újhold. A harmadik film, az Alkonyat – Napfogyatkozás 2010. június 30-án került a mozikba, az Alkonyat – Hajnalhasadást pedig két részben mutatták be, az elsőt 2011. november 17-én, a második részt pedig 2012. november 16-án.

## A könyvsorozat keletkezése

### Az írónő

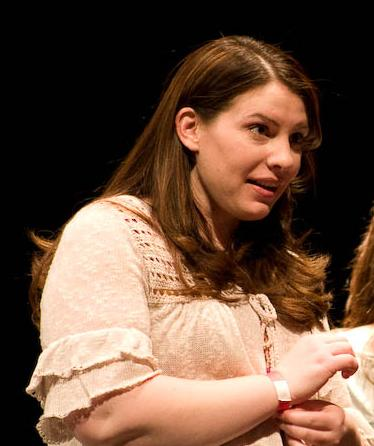
Meyer 2009-ben

Stephenie Morgan Meyer 1973. december 24-én született Hartfordban, Connecticutban. Szülei Stephen és Candy Morgan. Öt testvére van: Seth (aki az írónő honlapját szerkeszti), Emily, Jacob, Paul és Heidi. Gyermekkorukat Phoenixben, Arizonában töltötték. Itt ismerkedett meg férjével is (akinek beceneve Pancho) és 1994-ben össze is házasodtak. Stephenie egy évvel később sikeresen befejezte a Brigham Young Egyetem angol szakát. Három gyermek, Gabe, Seth és Eli édesanyja. Mormon vallású.
Az Alkonyat-sorozattal Meyer a legolvasottabb írók közé került, 2008-ban a Time magazin 100 legbefolyásosabb emberének listáján a 49. helyet kapta, és a Forbes magazin 2009-es, a világ legbefolyásosabb hírességeinek százas listáján a 26. volt. Az írónő éves bevétele 2009-ben meghaladta az 50 millió dollárt.

### A sorozat háttere és sikerei
Stephanie Meyer úgy nyilatkozott, az Alkonyat ötlete egy álmon alapszik, amit 2003. június 2-án látott. Álmában egy lány beleszeretett egy vámpírba, aki annak ellenére, hogy viszontszerette a lányt, továbbra is szomjazott annak vérére. Az álom alapján Meyer megírta azt a történetrészletet, ami később a regény 13. fejezete lett. Annak ellenére, hogy alig volt írói tapasztalata, három hónap alatt az álom alapján megírt egy teljes regényt. Testvérének annyira megtetszett a történet, hogy rávette Meyert, küldje el ügynökségeknek és kiadóknak. A 15 levélre, amit írt, csak egy pozitív visszajelzés érkezett, a Writers House irodalmi ügynökségtől. Végül a Little, Brown and Company kiadóval kötött egy három könyvre szóló szerződést 750 000 dollár értékben, mely szokatlanul magas összeg volt, az író ismeretlenségét tekintve. Megan Tingley, a szerkesztő, aki leszerződtette Meyert, azt nyilatkozta, félúton járt a kézirat olvasásában, amikor rádöbbent, hogy egy jövendőbeli bestsellert tart a kezében. A könyv 2005-ben került a könyvesboltokba.
Az Alkonyat sikere után Meyer három új regényre terjesztette ki a történetet, az Újholdra (2006), a Napfogyatkozásra (2007) és a Hajnalhasadásra (2008). Az Újhold az első héten 5. helyre került a The New York Times ifjúsági bestellerlistáján, a második héten pedig első helyre emelkedett és tizenegy hétig uralta az eladási listát, összesen 50 hetet töltött rajta.
A Napfogyatkozás megjelenése után a három kötet összesen 143 hetet töltött a New York Times listáján. A Hajnalhasadás első kiadása alkalmával 3,7 millió példány került a könyvesboltokba. Az első napon 1,3 millió példány kelt el belőle, amivel a Hachette Book Group USA minden idők legnagyobb eladási rekordját produkálta. A negyedik könyv befejezésekor Meyer jelezte, hogy a Hajnalhasadás az utolsó könyv, melyben Bella Swan a mesélő.
2008-ban a USA Today év végi bestsellerlistájának első négy helyét a sorozat kötetei foglalták el, melynek köszönhetően Meyer lett az első író, aki ilyen sikert ért el. 2009-ben a sorozat a Kids' Choice Award „Kedvenc könyv”-díját is megkapta, maga mögé utasítva a Harry Potter-sorozatot.

## Cselekmény

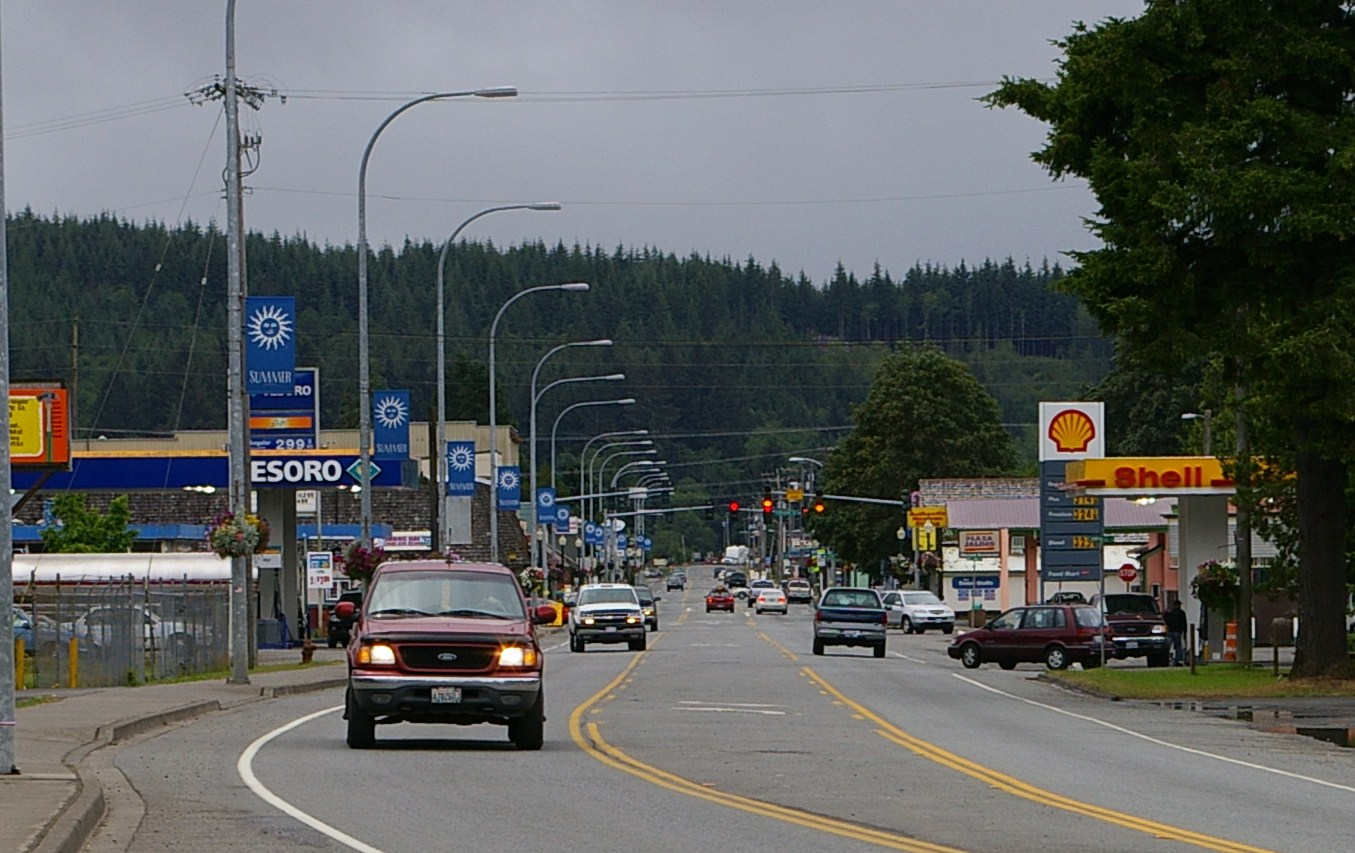
Forks, Washington

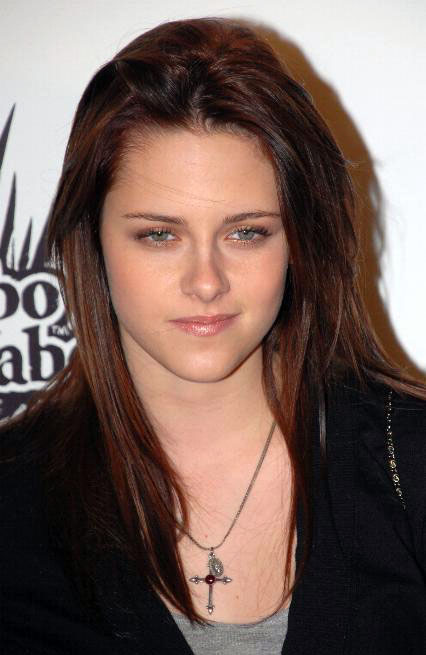
A főhősnő Bellát Kristen Stewart alakítja a filmadaptációkban

### Alkonyat
Bella Swan az arizonai Phoenixből költözik a washingtoni Forksba, hogy édesanyja szabadon utazgathasson baseballjátékos új férjével. Az iskolában megismeri a titokzatos, jóképű Edward Cullent, akibe beleszeret. Kiderül, hogy Edward vámpír, aki – családjával együtt – csak állati vérrel táplálkozik. Egy, a Cullen családdal töltött délután során összefutnak egy James nevű vámpírral, aki elkezd Bellára vadászni. Edward és családja megvédi a lányt, aki Edward két testvérével, Alice-szel és Jasperrel Phoenixbe menekül. James azonban ide is követi a lányt. Cullenék végeznek a vámpírral, Edward pedig megmenti a súlyosan sérült Bella életét, majd visszatérnek Forksba.

### Újhold
Miután Bella 18. születésnapi ünnepségén a lány megvágja az ujját, s a vér látványától megvadult Jasper (Edward testvére) megtámadja a lányt, Edward úgy dönt, elhagyja Bellát, hogy ne sodorhassa többé életveszélybe. Bella mély depresszióba süllyed, amelyet csak Jacob Blackkel, apja indián származású barátjának fiával kötött barátsága enyhít. Bella rádöbben, hogy Jacob farkassá képes változni, törzse több tagjához hasonlóan. Jacob és farkastársai megpróbálják megvédeni a lányt Victoriától, a megölt James kedvesétől, aki bosszút esküdött. Egy félreértés miatt Edward azt hiszi, Bella öngyilkos lett, ezért az olaszországi Volterrába utazik, a nagy hatalmú vámpírklánhoz, a Volturihoz, kérve, hogy vessenek véget az életének. Bella és Edward húga, Alice még időben érkeznek ahhoz, hogy megállítsák. A Volturi csak azzal a feltétellel engedi el őket, hogy megígérik, vámpírrá fogják változtatni Bellát. Bella, Edward és a Cullen család hazatér Forksba.

### Napfogyatkozás
Victoria, akinek szerelmét Jamest Cullenék ölik meg az Alkonyatban, létrehoz egy vámpírsereget, hogy Bella közelébe férkőzhessen és bosszút állhasson. Közben Bella harcot vív magával is, Jacob és Edward között vívódik. Cullenék és a vérfarkasok egyesítik erőiket a vámpírhadsereggel szemben. A harc végén Edward megöli Victoriát.

### Hajnalhasadás
Bella és Edward összeházasodik, majd nászútra indul. Nem sokkal később Bella rádöbben, hogy állapotos. A magzat gyorsan fejlődik és egyúttal lassan megöli édesanyját. Bella csaknem belehal a szülésbe, de Edward megmenti az életét azzal, hogy vámpírrá változtatja. Egy másik vámpírklán egyik tagja tévesen halhatatlan gyermeknek (kiskorban vámpírrá változtatott gyermeknek) hiszi Edward és Bella kislányát, Renesmeet és szól a Volturinak, akik Forksba utaznak, hogy végezzenek a vámpírgyerekkel és családjával. Cullenék más vámpírok segítségét kérik, hogy bizonyíthassák a Volturinak, a kislány nem jelent veszélyt. Végül sikerül meggyőzniük őket, így Edward és Bella boldogan élhet tovább kislányukkal.

## Főszereplők

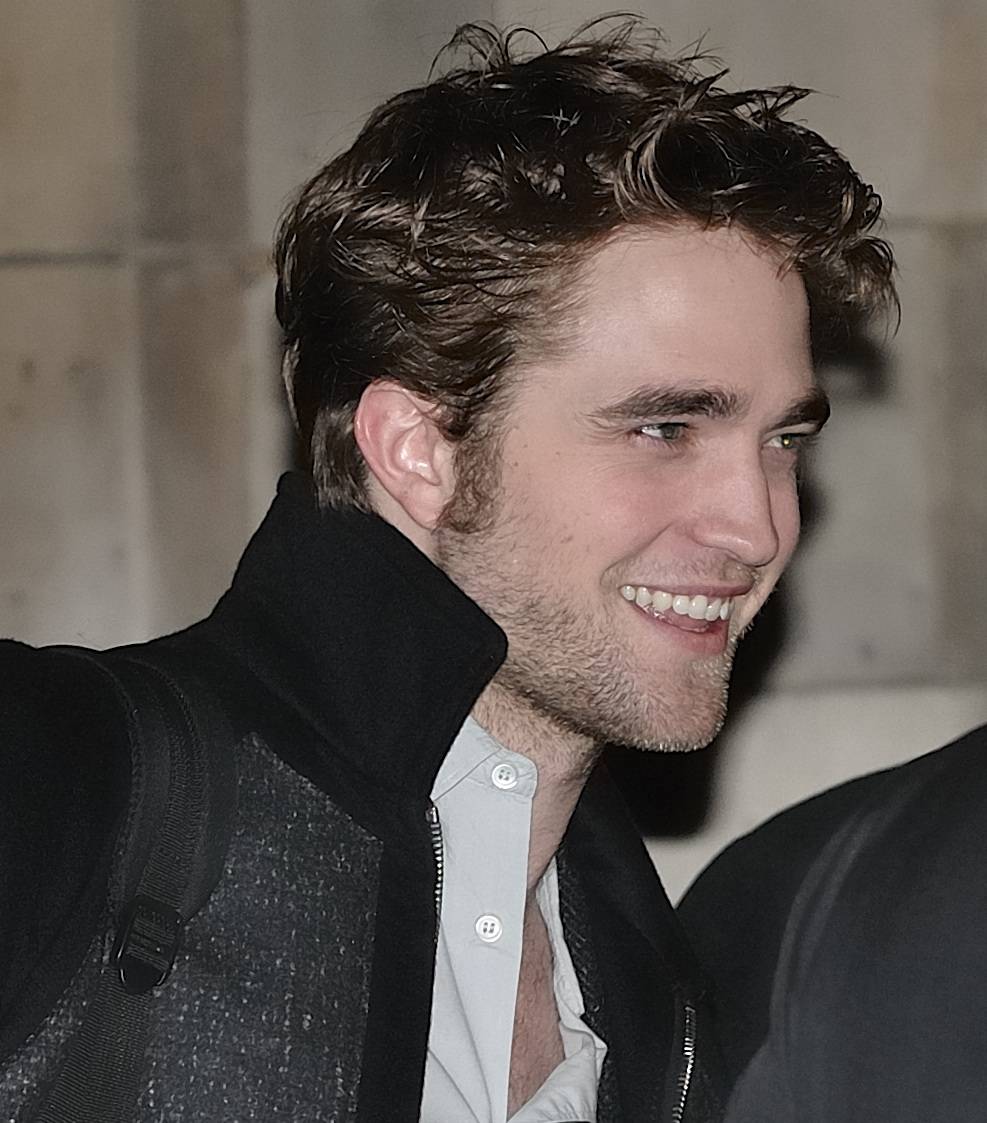
Robert Pattinson alakítja Edward Cullent a sorozat filmadaptációiban

- Isabella (Bella) Swan – A sorozat főhősnője, ügyetlen tinilány, aki vonzza a bajt. Sötétbarna hajú, barna szemű; kicsi az önbizalma és folytonosan azon gondolkodik, miért szereti őt Edward, akit végtelenül szépnek és csodálatosnak tart. Egyvalamiben azonban kiemelkedő: nem hatnak rá más vámpírok elmét célzó képességei, így például Edward nem tud a gondolataiban olvasni. Miután a negyedik könyvben vámpírrá változik, ezt a képességét továbbfejleszti és képes lesz másokra is kiterjeszteni elméje pajzsát.
- Edward Cullen – 1918 óta vámpír, a Cullen család tagja, nem iszik emberi vért, kizárólag állati vérrel táplálkozik. Edward beleszeret Bellába, feleségül veszi és végül gyermekük születik, akit Renesmee-nek neveznek el. Edward, a többi vámpírhoz hasonlóan gyűlöli a vérfarkasokat, így Bella legjobb barátját, Jacob Blacket is, később azonban, amikor megérti, kedvesének szüksége van a fiú barátságára, lassan megkedveli. Edward különleges képességű vámpír, képes mások gondolataiban olvasni – egyedül Belláéban nem, bár a Hajnalhasadás című kötet végére a lány megtanulja, hogyan engedje be férjét a pajzson belülre.
- Jacob Black – Az első regényben csupán mellékszereplő, a kvilájúta[j 2] (Quileute) indián törzs tagja. Az Újholdban Bella legjobb barátja lesz. Jacob többet érez barátságnál és nehezen fogadja el, hogy Bella egy vámpír kedvese. Jacob, törzse más tagjaival együtt képes farkassá változni. A Napfogyatkozásban Bella rádöbben, hogy Jacobot is szereti, bár Edward iránt érzett szerelme sokkal erősebb. A Hajnalhasadásban Jacob a farkasfalkával is képes szakítani, hogy megvédje az állapotos Bellát, azonban Bella kislányának születése után megérti, hogy igazi lelki társa nem Bella, hanem a félig vámpír, félig ember Renesmee.

### Helyszínek

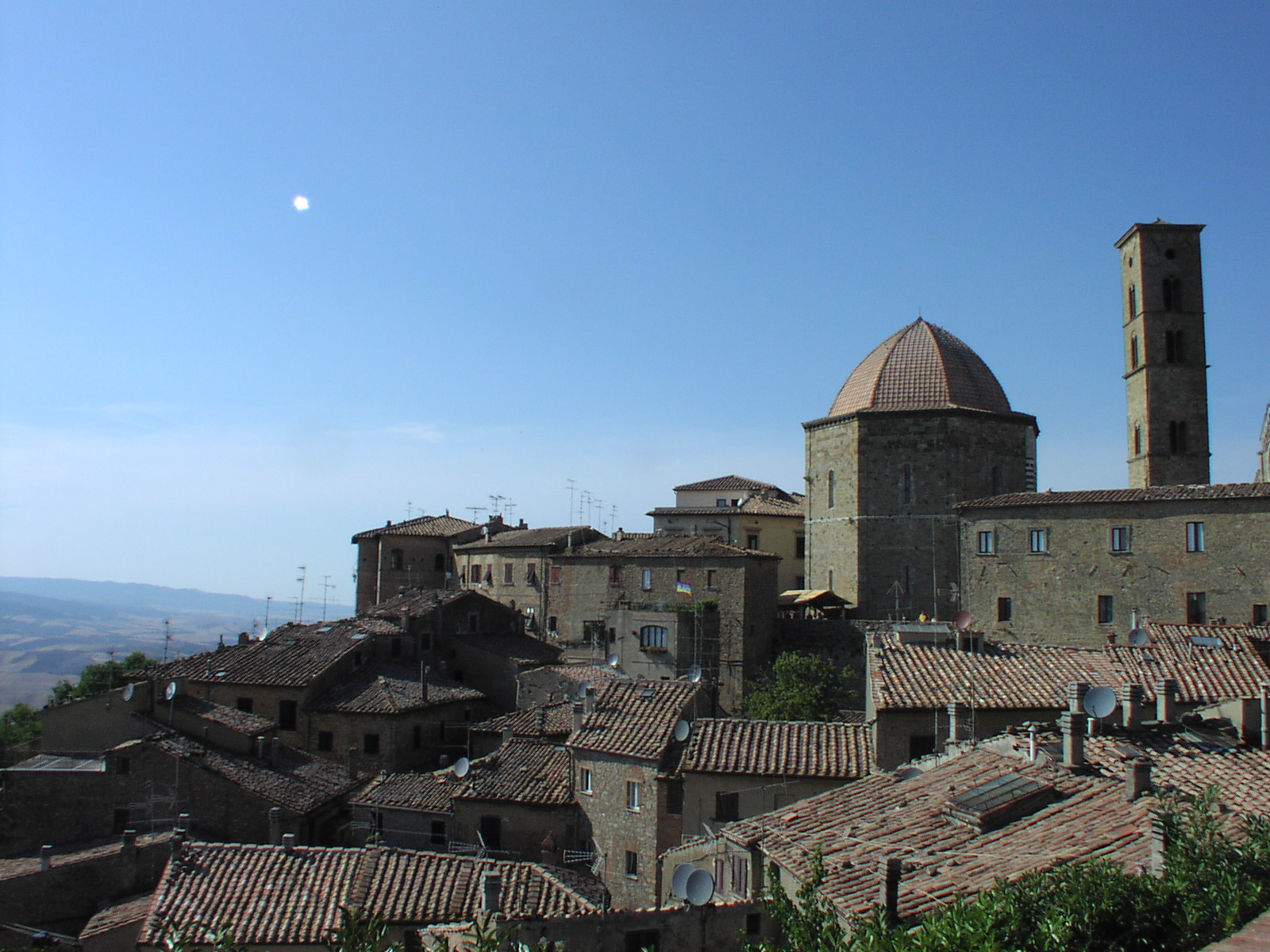
Volterra látképe

A történet nagy része a washingtoni Forksban játszódik, ahol Bella édesapja, Charlie él. Meyer a regény írásakor nem járt még a városban, az interneten keresett rá az ország legcsapadékosabb vidékére, és a zord időjárása miatt választotta a kisvárost. Rövid ideig más városok is szerepet kapnak, Port Angeles és Olympia, valamint La Push, a kvilájúták tengerpartja. Az első regény néhány eseménye az arizonai Phoenixben játszódik, ahol Bella felnőtt és ahol egyébként az írónő is él. Seattle a Hajnalhasadásban kap nagyobb szerepet, amikor Jacob ide próbál menekülni Bella iránt érzett szerelme miatt, illetve amikor Bella itt próbál megtalálni egy J. Jenks nevű okirat-hamisítót. Többször megemlítik a floridai Jacksonville-t is, ahová Bella édesanyja, Renée költözik.
Az Újholdban utaznak a szereplők először külföldre, az olaszországi Volterra városába, ahol a nagy hatalmú Volturi, a vámpírok önjelölt „rendőrsége” él. Volterra eredetileg kitalált helyszín lett volna, az írónő még azelőtt kitalálta a Volturikat, mielőtt a helyszín nevét megálmodta volna. Az első névopció Volturin volt, amiről úgy képzelte, valahol Toszkánában lesz, és elkezdett böngészni egy Olaszország-térképet, hogy pontosan le tudja írni a repülőtértől oda vezető utat. Ekkor fedezte fel Volterra nevét, meglepődve az általa kitalált vámpírklán és a helyszín nevének hasonlóságán. A városka ráadásul pont olyannak nézett ki a képeken, mint amilyennek Meyer a Volturik otthonát elképzelte. Második alkalommal Edward és Bella utazik külföldre, a nászútjukra, melyet az Esme-szigeten töltenek. A sziget az írónő szüleménye, és a regény szerint Brazília partjainál található. A negyedik kötetben említik a dél-amerikai őserdőket is, ahol Edward testvérei, Alice és Jasper kutatnak félvér vámpírok után.

### Mitológia

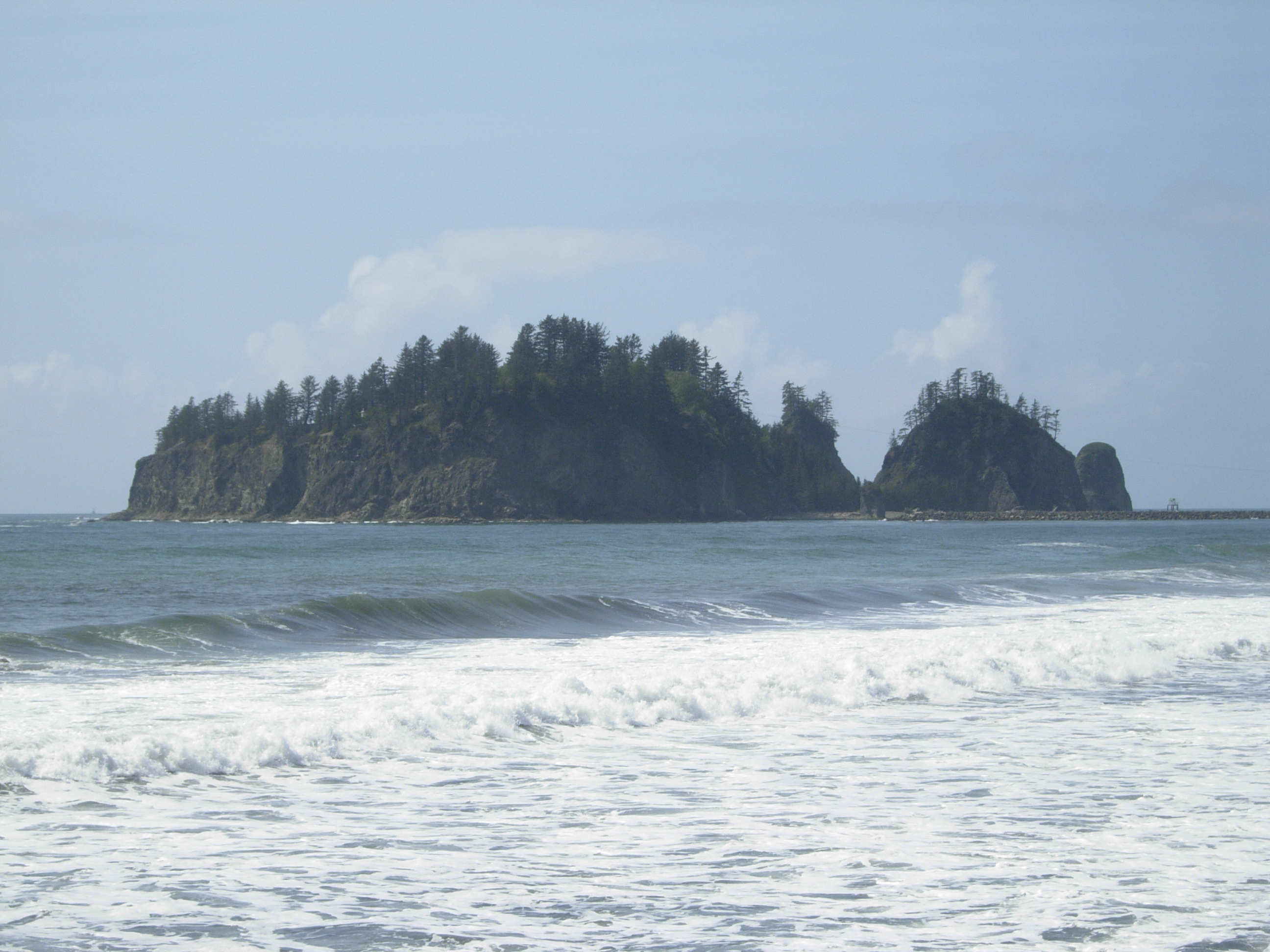
A James-sziget a La Push tengerpartról nézve. A La Push valóban a kvilájúta törzs területe.

Az Alkonyat-sorozat vámpírjai különböznek a hagyományosan ábrázolt vámpíroktól. Meyer vámpírjainak például nincsenek hosszú szívófogaik, mint ahogy a legtöbb vámpírt ábrázolni szokták, hanem igen erős és éles fogakkal rendelkeznek. A vámpírok általában elégnek, ha napfény éri őket, az Alkonyat vámpírjai ezzel szemben gyémántos fényben kezdenek ragyogni. Nem szükséges feltétlenül emberi vért inniuk, Cullenék például kizárólag állati véren élnek, mert nem akarnak embert ölni. Meyer azzal magyarázta a különbségeket, hogy amikor elkezdte írni az első regényt, nem volt tisztában a hagyományos vámpírszemlélettel, mert saját bevallása szerint sosem olvasott horrortörténeteket; a szereplőit egyszerűen csak ilyennek képzelte el. Csak nem sokkal a regény megjelenése előtt döbbent rá, hogy az ő vámpírjai „mások”, de már nem akarta megváltoztatni a történetet. Az Alkonyat-vámpírok e mellett rendkívül gyönyörűnek tűnnek az emberi szem számára, hideg, szoborszerű a testük, halhatatlanok, erősek és gyorsak, és közülük néhányan különleges képességekkel is rendelkeznek, Edward és a Volturi vezetője, Aro például képes a gondolatokban olvasni, a Volturi egyik testőre, Jane pusztán a gondolataival képes vámpíroknak és embereknek egyaránt fizikai fájdalmat okozni, Edward testvére, Alice pedig látja a jövőt.
A sorozat mitológiájának másik meghatározó része a vérfarkasok legendája. A Forks környékén élő kvilájúta (Quileute) indián törzs tagjai képesek farkassá változni, ha arra van szükség, hogy megvédjék a törzset bármilyen veszélytől, de főképpen a vámpíroktól, akik ősi ellenségeik. A kvilájúták átváltozása akaratuk függvénye, nem köthető például a Hold változásához, mint az igazi vérfarkas legendáknál, ezért a negyedik könyv végén a Volturi például megállapítja, hogy a kvilájúták nem a „Hold Gyermekei” (Children of the Moon), ahogy a Volturi a holdtöltekor vérfarkassá változó embereket nevezi, hanem úgynevezett „alakváltók” (shape shifters). A törzs átváltozni képes tagjai férfiak, bár később kiderül, hogy nők is képesek rá. A farkassá változottak erősek, hatalmasak, mindaddig, amíg rendszeresen átváltoznak, nem öregszenek, és a falka képes hallani egymás gondolatait is, amíg farkasformában vannak. A farkasokat az Alfa vezeti, akiből egy falkában csak egy lehet. Így például amikor Jacob akaratlagosan elszakad a falkától, nem hallja többé a többiek gondolatait, csak a saját falkájáét; illetve felfedezi, hogy két külön falka alfahímjei viszont tudnak egymás gondolataiban olvasni. A kvilájúta törzs valóban létezik, és valóban farkasok leszármazottainak tartják magukat, ám a legenda további részeit, kiváltképp a vámpírokra vonatkozóakat, Meyer találta ki.

## Műfaja és felépítése
Az Alkonyat-sorozat az ifjúsági romantikus fantasy műfajába tartozik, bár Meyer maga a „krimi, románc, horror, komédia” szavakkal jellemezte, amikor a kiadóknak küldözgette az első regényt, azonban az írónő szerint is leginkább a romantikus történet dominál, így úgy véli, ez illik rá a leginkább.
A sorozat Bella, egy átlagos emberlány és Edward, egy vámpír egyáltalán nem hétköznapi szerelmét állítja a középpontba, valamint a második kötettől kezdve a Bella, Edward és Jacob, a farkassá változni képes indián fiú közötti szerelmi háromszöget írja le. Az írónő vigyázott arra, hogy a könyvekben ne szerepeljen explicit szexualitás, kábítószer vagy éppen durva káromkodás, mert úgy véli, a tinédzsereknek nem kell ilyesmikről olvasniuk.
A szöveg egyes szám első személyben íródott, nagyrészt Bella a mesélő, a harmadik könyv epilógusát és a negyedik könyv egy részét azonban Jacob meséli el. Amikor a regény felépítéséről kérdezték, Meyer elmondta, nehéz számára kategorizálnia a történetet:
Elég nehéz ez nekem. Mert ha azt mondom valakinek, hogy „tudod, vámpírokról szól”, akkor azonnal eszükbe ötlenek bizonyos képek arról, milyen is lehet a könyv. És annyira nem olyan, mint a többi, vámpírokról szóló könyv – mint mondjuk Anne Rice írásai, és mások, akiket olvastam. Nem az a sötét, félelmetes, vérszomjas világ. Aztán viszont ha azt mondom, „egy középiskolában játszódik”, akkor sokan azonnal egy másik skatulyába teszik. Nagyon könnyű beskatulyázni valamit egyetlen jelzővel.
Mindegyik kötet számozott és címmel ellátott fejezetekből áll, és mindegyik könyvet egy irodalmi idézet nyit meg. Az első könyv Bella és Edward megismerkedését, szerelembe esését dolgozza fel, a második könyv Bella „sötét korszakát” meséli el, amikor Edward elhagyja a lányt, hogy megvédje, a harmadik könyv középpontjában a Bella életéért vívott harc áll, míg a negyedik könyv Bella új életét, házasságát és vámpírlétét öleli fel. A könyvek címei külön jelentést hordoznak, kivéve az Alkonyat, ezt csupán azért választotta az írónő (hosszas töprengés után), mert az eredeti címmel (Forks) nem volt elégedett az ügynöke. Az Újhold a telihold ellentéteként jelenik meg, amikor a Hold teljesen eltűnik, és sötétséget hagy maga után: a cím így Bella Edward távozása miatti depresszióját, élete legsötétebb korszakát hivatott tükrözni. A Hajnalhasadás Bella új életét szimbolizálja.

## Inspiráció és motívumok
Stephenie Meyer szerint a könyvei „az életről és nem a halálról”, illetve „a szerelemről és nem a vágyról” szólnak. Mind a négy könyvet egy-egy irodalmi klasszikus inspirálta: az Alkonyat Jane Austen Büszkeség és balítélet című művén alapszik, az Újholdat William Shakespeare Rómeó és Júliája inspirálta, a Napfogyatkozásban Emily Brontë Üvöltő szelek című műve jelenik meg, a Hajnalhasadásban pedig egy újabb Shakespeare-mű, a Szentivánéji álom. Az írónő azt is elmondta, hogy Orson Scott Card, valamint Lucy Maud Montgomery Anne otthonra talál-sorozata nagy hatással volt az írásaira.
A regények egyik fő motívuma a választás és a szabad akarat problematikája. Meyer szerint a sorozat központi témája Bella saját élete fölötti döntése, illetve Cullenék azon elhatározása, hogy szomjuk ellenére sem hajlandóak embert ölni: „Tényleg úgy vélem, ez a vámpírjaim alapjául szolgáló metafora. Nem számít, hol tart éppen az életed, vagy mi az, amiről úgy hiszed, muszáj megtenned – mindig van választási lehetőséged. Mindig van egy másik út.”
Az írónő elismerte, hogy mormon neveltetése befolyásolta írói munkásságát is; úgy véli, hogy a szereplői „többet gondolnak arra, honnan jöttek és hová tartanak, mint mások általában.” Műveiben, annak ellenére, hogy romantikus regények, igen mérsékelt szerepet kap a szexualitás. Meyer szerint ez nem tudatos lépés a részéről, de elismeri, hogy saját értékrendje befolyással bír a szereplőié felett: „Nem hiszem, hogy a könyveim igazán sötétek lennének, a személyiségem miatt. Mindig is sok lesz a fény a történeteimben.”
A főszereplő Isabella Swan nevén sokat gondolkodott az írónő, végül azt a nevet adta neki, amit arra az alkalomra tartogatott, ha kislánya születne. Bella szerelmének Meyer olyan nevet akart adni, ami valaha romantikusnak számított, de azóta kiment a divatból. Charlotte Brontë Mr. Rochestere és Jane Austen Mr. Ferrarsa volt a minta. A többi szereplő elnevezéséhez az írónő azokból a nevekből válogatott, amelyek a szereplők születésének idején népszerűek voltak.
A borítótervek némelyike szimbolikus jelentést hordoz, az Alkonyat borítóján látható piros alma a választást szimbolizálja, akár a Hófehérkében vagy a bibliai Édenkertben. A Hajnalhasadás borítóján látható sakkfigurák Bella személyiségének fejlődését szimbolizálják: a sorozat elején a sakktábla leggyengébb bábuja volt, a gyalog, a Hajnalhasadás végére azonban erős királynővé válik.

## Külföldi kiadások
A könyvsorozatot 38 nyelvre fordították le, közülük a legutolsó az arab volt, négy fordító dolgozott a sorozat adaptációján és 2010 márciusában került a polcokra az Egyesült Arab Emírségekben az arab nyelvű verzió. A fordítás során számos nyelven megváltoztatták a címet, mert nehéz volt a Twilight szót átadni. Finnül Kísértés lett a címe, míg franciául Igézet, habár a francia nyelvben létezik a twilight-ra megfelelő kifejezés, az csupán a természeti jelenséget fedi le, és nem rendelkezik azzal a kettős jelentéssel, amivel az angol szó (az emberi élet alkonya). Dániában Tusmørke címmel jelent meg az első kötet, itt két könyvre bontották szét a fordítást, mert túl hosszúnak találták. Japánban három részben adták ki az Alkonyatot (The Boy Whom I Love Is a Vampire, Blood Tastes Sadness, The Vampire Family in the Darkness) és mangarajzokkal illusztrálták. Németországban Biss zum Morgengrauen címmel jelent meg, oroszul pedig a Szumerki címet kapta. A borítók is változtak országonként, hogy megfeleljenek az adott ország olvasóközönségének.
Magyar nyelvre az első három kötetet Rakovszky Zsuzsa fordította, a negyediket Bosnyák Viktória, mind a négy kötet a Könyvmolyképző Kiadónál jelent meg. Az Alkonyatból 2009 júniusáig 60 000 példány fogyott. A sorozat köteteit, összesen több mint 1200 oldalt, a rajongók kezdték el fordítani internetes oldalakon, mert az olvasók nem bírták kivárni, hogy magyarul is megjelenjenek. Magyarországon az eredeti borítóval jelentek meg a kötetek. A The Short Second Life of Bree Tanner 2010 októberében jelenik meg Magyarországon, Bosnyák Viktória lektorálásával. A sorozat Hajnalhasadás című kötete Magyarországon a 2010-es évek második legtöbbet eladott regénye volt.

## Kapcsolódó kiadványok
Meyer eredetileg úgy tervezte, ír egy kiegészítő kötetet a sorozathoz Midnight Sun címmel, melyben az Alkonyat történetét Edward szemszögéből mesélné el. Úgy tervezte, csak az első kötetet írná meg így. A regény első 12 fejezetének piszkozata az írónő tudta és beleegyezése nélkül felkerült az internetre. Meyer azóta publikálta a piszkozatot a honlapján, hogy a rajongók legálisan is letölthessék, ám kijelentette, hogy határozatlan időre elhalasztotta a mű befejezését: „Ha most, a jelenlegi lelkiállapotomban megpróbálnám megírni a Midninght Sunt, valószínűleg James nyerne és az összes Cullen meghalna, ami nem illeszkedne túlságosan az eredeti történethez. Egyébként is, túlságosan elszomorít ez a helyzet ahhoz, hogy tovább tudjak dolgozni a regényen, így határozatlan időre félretettem.” Bár jelenleg nem tervezi, Meyer azt is elárulta, hogy ha valaha újra visszatér az Alkonyat-sorozathoz, akkor inkább Leah Clearwater vagy Renesmee, Bella és Edward kislányának szemszögéből írna.
2010. március 16-án a Yen Press kiadásában megjelent egy képregény, Twilight: The Graphic Novel, Vol. 1 címmel. 2010. március 30-án Meyer a hivatalos honlapján bejelentette, hogy The Short Second Life of Bree Tanner címmel kisregényt jelentet meg, ami a Napfogyatkozás című rész egyik mellékszereplőjének történetét dolgozza fel. A könyv 2010. június 5-én került a boltokba.

## Kritika

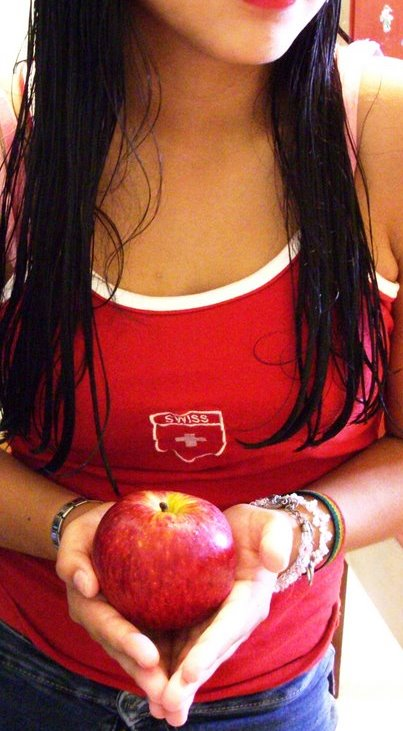
Az Alkonyat borítójának imitációja

### Pozitív kritikai észrevételek
A megjelenésekor az Alkonyat számos pozitív kritikát kapott, a Seattle Post-Intelligencer „szuper, új tiniregénynek” nevezte, a The Times szerint pedig sikerült tökéletesen elkapnia „a tinédzserkori szexuális feszültség és elidegenedés érzését”. Larry Carroll, az MTV Movies riportere Edward és Bella történetét „egy egész generáció ikonikus szerelmi történetének” nevezte. Az Amazon.com értékelése szerint az Alkonyat „mélységesen romantikus és hihetetlenül izgalmas”, míg a School Library Journal szerint „realisztikus, finom, szabatos és könnyű követni – az Alkonyat olvasói alig tudnak majd bírni magukkal, hogy végre belemélyeszthessék a fogukat.” Más értékelések szerint „kitűnő fantasy”, a „romantika és a horror megragadó egyvelege.”
Lev Grossman a Time magazintól úgy véli, a könyveket egyfajta könnyedség jellemzi, ami leginkább az internetes rajongói fikciókra jellemző. Grossman a Gyűrűk urához és a Harry Potterhez hasonlította a sorozatot: „az emberek nem egyszerűen el akarják olvasni Meyer könyveit; szeretnének a borítón belülre mászni és bennük élni... Nincs olyan irodalmi terminológia, ami leírhatná, mi a közös az Alkonyatban és a Harry Potterben (illetve a Gyűrűk urában), de az ember azonnal tudja, amint meglátja: mindegyik világa sajátos belső integritással rendelkezik, amitől az ember úgy érzi, akár telket is vásárolhatna bennük.”
A The Sunday Times szerint az Alkonyat-sorozat „nem hagyományos vámpírsorozat”, a történet szinte már fájdalmasan beteljesületlen, ami égő vágyat kelt az olvasóban és „kiderül, hogy Meyer egyáltalán nem egy hétköznapi író.” A The Times szerint „a vámpírok, melyek belemélyesztették fogaikat Harry Potterbe, az arizonai sivatagban születtek. Egy álom hozta el őket, s azonnal papírra vándoroltak, majd végigsöpörtek az ifjúságon, akár egy vírus, hogy aztán irodalmi szenzáció váljék belőlük.” A The San Diego Union-Tribune úgy véli, a sorozat a „halhatatlan szerelem klasszikus története, egy olyan történet, melynek rajongói egy világméretű jelenségről, egy vámpírfogas Harry Potterről áradoznak.” A The Guardian „képzeletdús mesélőként” írja le Stephenie Meyert, aki „termékeny szerző, és a könyvpiac egyik új, hatalmas alakja.”
A USA Today a sorozat töretlen népszerűségére utalva egyik cikkében a „El az útból, Harry Potter!” szlogent használta. Az Entertainment Weekly Meyert „Anne Rice után a világ legnépszerűbb vámpírszerzőjének” titulálta. A The New York Times szerint az Alkonyat igazi irodalmi szenzáció, Matt Arado a Daily Heraldtól pedig úgy véli, a sorozat a legfantasztikusabb irodalmi jelenség azóta, hogy egy bizonyos szemüveges varázsló elvarázsolta a világot.
Az Alkonyat-könyvek népszerűsége és hatalmas online rajongótábora számos alkalommal szolgáltatott hírt a sajtónak, az írónőt pedig gyakorta hasonlítják össze J. K. Rowlinggal. A Phoenix New Times szerint Meyer népszerűsége a Harry Potter-mániát idézi, a The Daily Telegraph szerint pedig az Alkonyat a Harry Potter „spirituális örököse”. Meyer minderre azt válaszolta, hogy „nagyon megtisztelő”, hogy összehasonlítják Rowlinggal, „de sohasem lesz még egy J. K. Rowling – az egy olyan jelenség, amit nem lehet megismételni”, bár azt megjegyezte, hogy a rajongótábort könnyebben össze lehet hasonlítani, mint az írókat: „Úgy vélem, mindketten olyan rajongókkal vagyunk körülvéve, akik tényleg nagyon lelkesek, és akár mérföldeket is képesek utazni, hogy lássanak, és tényleg törődnek a szereplőinkkel.” A Daily Herald szerint a sorozat fő közönsége a tinédzserkorú lányok, ám a jelenség a fiúkra és a felnőttekre is hatással van. A Daily Telegraph szerint „Stephenie Meyer hihetetlen sikereket ért el az angol nyelvterületeken és Európában, és sokan vélik úgy, hogy az Alkonyat-sorozat a Harry Potter okozta hiányt tölti be [a piacon].” A Little, Brown and Company kiadó szerkesztője, Megan Tingley szerint „Stephenie rajongói fanatikusak, Stephenie-nek jó mélyen sikerült megérintenie őket, s a rajongók érzelmi szinten válaszolnak.”
A magyar fordítást gondozó Könyvmolyképző kiadó igazgatója, Katona Ildikó szerint a könyv sikere abban rejlik, hogy a romantikára éhes fiatalok és felnőttek nem manapság divatos és mindenhonnan agyonhajszolt nyílt erotikát, kommersz kapcsolatokat találnak a történetben, hanem ártatlanságot, „a tiszta szerelem illúzióját”, egy teljesen más erkölcsi értékrendet, mint amit a nyers testiséget, érdekeken alapuló kapcsolatokat propagáló modern filmek és regények képviselnek.

### Negatív kritikai észrevételek
A számos pozitív fogadtatás mellett a sorozat kevésbé jó, olykor elítélő kritikákat is kapott. Stephen King úgy véli, „az igazi különbség [J. K. Rowling és Meyer között] az, hogy Jo Rowling egy fantasztikus író, Stephenie Meyer írásai viszont semmit sem érnek. Nem igazán jó író.” Ugyanakkor King megjegyezte, hogy a sorozat azért ilyen közkedvelt, mert „az embereket vonzza a történet, az iram; Stephenie Meyer esetében pedig nyilvánvaló, hogy egy egész generációnyi fiatal lánynak ír, s a könyveiben a szerelem és a szex biztonságosan fonódik össze. Érdekes és izgalmas, és nem túlságosan veszélyes, mert nem nyíltan szexuális jellegű.” Laura Miller a Salon.com-tól úgy gondolja, „a szereplők a minimumra csupaszítottak, nincs meg bennük az igazi emberekre jellemző szövet és jellemi sajátosság. [...] Az Alkonyat 'nem számít a külső, csak a szív' mondanivalója sokkal meggyőzőbben hatna, ha nem egyfolytában Edward felszínes ragyogására lenne kihegyezve a történet.” Miller szexizmussal is vádolja az írónőt, Bella Swan megrögzött Edward-mániája és a fiú romantikus hős-szerepe miatt. Meyer elutasította az ilyen jellegű kritikákat, azzal, hogy a könyvek középpontjában Bella választása áll, ami a modern feminizmus egy formája, és hogy Bella bajbajutott hölgy-személyisége esendő halandóságának tulajdonítható csupán [szemben Edward vámpírképességekből fakadó ügyességével]. Meyer hozzátette, „csak azért mert [Bella] nem kungfuzik, és főz az apjára, még nem teszi őt érdemessé ilyen jellegű kritikára.” Ennek ellenére a sorozat más feminista kritikát is kapott, a Bitch magazin szerint a regény valódi vonzereje abban rejlik, hogy az önmegtartóztatást, mint örömforrást mutatja be: „Valójában, az önmegtartóztatás üzenete – amit pornográf jellegű csomagolásban tálalnak – ugyanúgy tárggyá teszi Bellát, mint az igazi pornográfia. Az Alkonyat-könyvekben Bella számára a szüzessége elvesztése más dolgok elvesztésével jár együtt, beleértve valódi önmagát, sőt, még az életét is. Ez a fajta hazardírozás az önmegtartóztatással megerősíti az üzenetet, miszerint Bella erőtlen, egy tárgy, s ez a tény világosan kiderül, amikor a Hajnalhasadás szexjelenetéhez érünk.”
Elizabeth Hand a Washington Posttól kritizálta a prózát és a cselekményt is: „Meyer prózája ritkán emelkedik a használható szint fölé, a cselekmény pedig nehézkes.” Hand a főszereplőkben is talál kivetnivalót: Bella túlzottan passzív, akit mindenki (szó szerint) a tenyerén hordoz, védelmez, és aki soha semmiért nem hibás, míg Edward sokkal inkább egy domináns, megszállottan irányítani akaró apafigura, mintsem egy 17 éves tinifiú; a Hajnalhasadásra pedig azt írta, Meyernek sikerült ebben a kötetben szíven szúrnia saját teremtményeit.
A sorozat az Amerikai Könyvtárszövetség (ALA) „2009 legtöbbet kritizált könyveinek” listáján az ötödik helyen végzett; a leggyakoribb kritikaként itt a következőket sorolták fel: „szexuálisan szókimondó”, „nem megfelelő az olvasók életkorának” és „vallásos véleményt tükröz”.

## Hatása

### Hatása az irodalmi életre
Az Alkonyat-sorozat hatással volt az irodalmi életre is. Egyrészt, kutatók szerint a sorozat megjelenése óta a fiatalok szívesebben olvasnak fantasyt, Ausztráliában a The Publishers Weekly 13%-os növekedést regisztrált a fiataloknak szóló irodalmi műveknél 2009-ben. A USA Today jelentése szerint a könyvsorozatnak nagy része volt abban, hogy megnőtt az olvasók érdeklődése a hasonló műfajú és témakörű regények iránt. A HarperCollins kiadó például öt új, hasonló témában alkotó írót szerződtetett le 2009-ben.
Az Alkonyat-sorozat a Cambridge-i Egyetem új irodalmi központjának tananyagába is bekerült, a Harry Potter-könyvekkel és számos videójátékkal együtt; a cél, hogy a leendő irodalomtanárok megértsék, mit olvasnak a fiatalok, és hogyan hatnak rájuk ezek a művek. A Könyvmolyképző Kiadó igazgatója a 168 Órának adott interjúban elmondta, hogy számos magyar- illetve angoltanártól kap levelet, akik arról számolnak be, hogy szeretnék felhasználni a sorozat köteteit a tanításban, és olyan középiskola is van Magyarországon, mely érettségi tételként szerepelteti a könyvsorozat és a belőle készült filmek összehasonlítását. A kiadó igazgatója szerint Magyarországon is számos olyan fiatalt késztetett olvasásra, akik azelőtt sosem fogtak könyvet a kezükben.
2012-ben E. L. James nagy sikerű A szürke ötven árnyalata című regénye eredetileg rajongói fikcióként (fan fiction) íródott és az interneten volt olvasható.

### Turizmus és kereskedelem

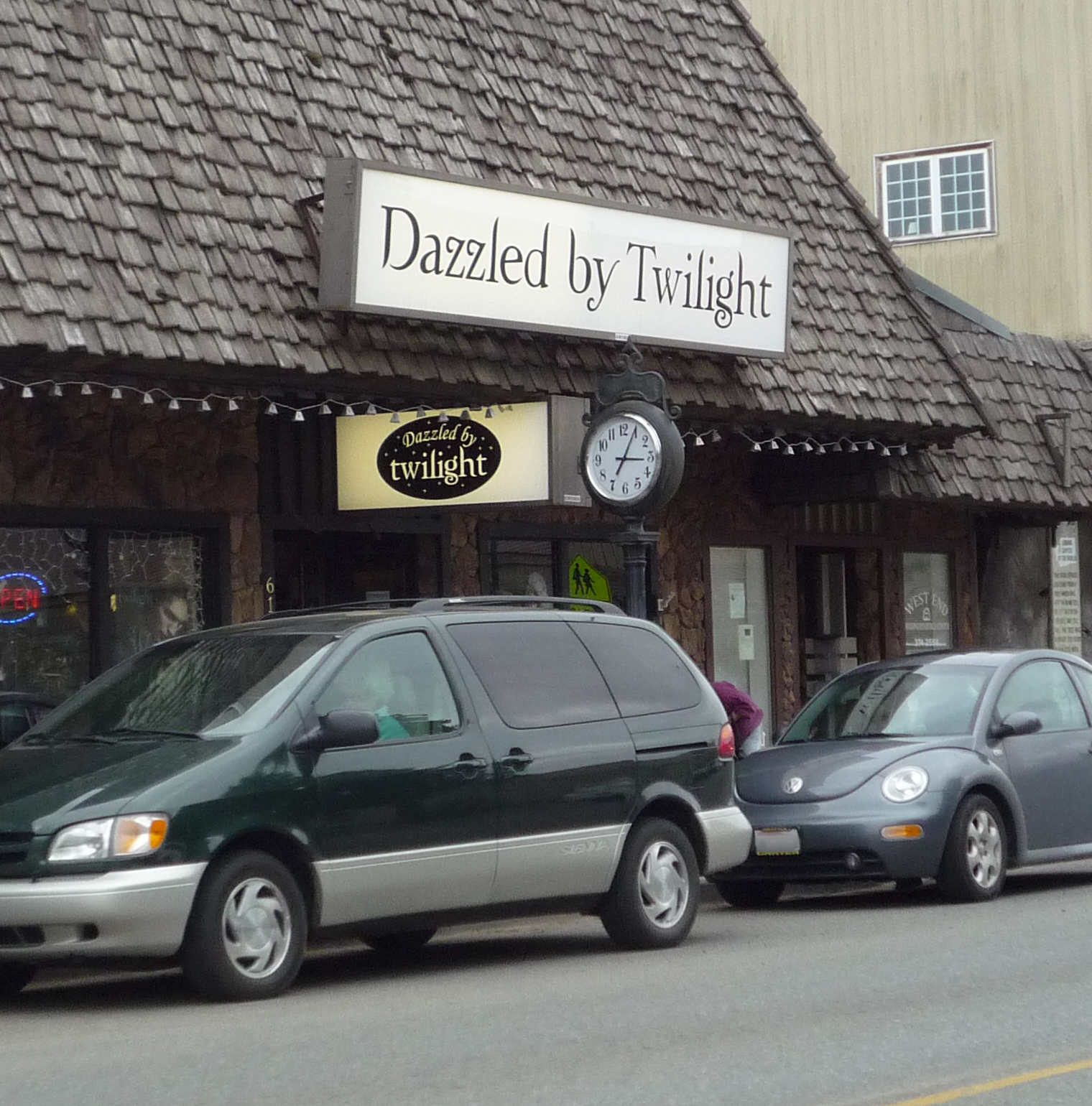
Az Alkonyat-mániára építő egyik forksi üzlet

Az Alkonyat-sorozat helyszínéül szolgáló Forks turizmusa fellendülésnek indult, a sorozat rajongói ugyanis szinte elözönlik a várost. Havonta átlagosan 8000 turista érkezik ide, a „Twilight-rajongók Mekkájába”. Az éttermek a sorozathoz kötődő menüket kínálnak, a boltokban pedig Alkonyat-ajándéktárgyak kaphatóak. A városban úgynevezett Alkonyat-túra is van, melynek keretében a turistákat elviszik a sorozat helyszíneire, a La Push-partra, a kórházba, ahol Carlisle Cullen dolgozik, és egy kétszintes házba, ami hasonlít Bella Swan regénybeli otthonához. A sorozat rajongói az Infinite Jewelry Co. és a West Olympic Peninsula Betterment Association támogatásával adományokat gyűjtenek a megviselt forksi középiskola felújítására. Szeptember 13-án, a regény főszereplőjének, Bellának a fiktív születésnapján a városban Stephenie Meyer-napot ünnepelnek.
Ruth Mortimer, a MarketingWeek elemzője szerint a sorozat rendkívül jó befektetés is, a Burger King, a Habbo és az iPhone is tervezett speciális termékeket az Alkonyat-rajongók számára, de a könyveladásban is érezhető a hatása: az Üvöltő szelek című Brontë-regényt kiadták Alkonyat-tematikus borítóval, azzal a szlogennel, hogy „Bella és Edward kedvenc könyve”. Magyarországon az Újhold alapjául szolgáló Rómeó és Júliát Alkonyat-tematikus borítóval újra kiadták (Kosztolányi Dezső és Mészöly Dezső fordításában), fél év alatt 4000 példányban fogyott. A sikerhez a filmadaptációk is hozzájárultak, az Alkonyat 383 millió dollárt hozott készítőinek, a DVD-kiadás pedig újabb 157 milliót. A főszereplőkről babát mintázott a Mattel és kaphatóak a sorozat ihlette kozmetikumok és ruhaneműk is. A Prada 2009-es őszi kollekcióját vámpírnak sminkelt modellek mutatták be. A könyvsorozatban és a filmekben is Edward egy Volvót vezet, aminek köszönhetően a márka népszerűsége is megnőtt a fiatalok körében. Az Alkonyat-jelenség a televíziózásra is kihatott, több vámpíros sorozat is indult, például a True Blood és a Vámpírnaplók.

### Rajongók
A sorozat rajongói több száz tematikus weboldalt készítettek, a hivatalos Facebook-oldalnak 2009-ben több mint 4 millió tagja volt. A sorozat népszerűsége és fanatikus rajongótábora a média figyelmét is felkeltette, gyakran illetik az „Alkonyat-jelenség” névvel. A rajongók „gyakran úgy öltöznek, mint Meyer szereplői. Saját történeteket írnak a szereplőkkel és felteszik az internetre. Ha [az írónő] megjelenik egy könyvesboltban, 3000 ember megy el, hogy lássa. Alkonyat-tematikára épülő rockegyüttesek is vannak.” A The Irish Times szerint a jelenség olyan méreteket öltött, hogy már akár a kultusz szót is használhatjuk rá.
A sorozatnak közismert rajongói is vannak, egy interjúban Barack Obama, az Egyesült Államok elnöke elismerte, hogy kislányával, Maliával együtt gyakran olvasgatják az Alkonyat-könyveket, Kelly Clarkson énekesnő pedig „Alkonyat-őrültként” jellemezte saját magát, még egy dalt is írt az Újhold alapján. Emily Osment a kedvenc könyvei közé sorolta a sorozat köteteit, mondván „az első fejezettől kezdve megragadta a képzeletemet, és a könyv végéig megbabonázva tartott.” Emma Watson (a Harry Potter-filmsorozat egyik főszereplője) pedig úgy nyilatkozott, valósággal depresszióba esett, amikor a könyvsorozat végére ért.

## Magyarul
- Twilight. Alkonyat; ford. Rakovszky Zsuzsa; Könyvmolyképző, Szeged, 2008 (Vörös pöttyös könyvek)
- New moon. Újhold; ford. Rakovszky Zsuzsa; Könyvmolyképző, Szeged, 2009 (Vörös pöttyös könyvek)
- Eclipse. Napfogyatkozás; ford. Rakovszky Zsuzsa; Könyvmolyképző, Szeged, 2009 (Vörös pöttyös könyvek)
- Breaking dawn. Hajnalhasadás; ford. Bosnyák Viktória; Könyvmolyképző, Szeged, 2010 (Vörös pöttyös könyvek)

### Egyéb
- Bree Tanner rövid második élete. Az Eclipse-hez; ford. Bosnyák Viktória; Könyvmolyképző, Szeged, 2010 (Vörös pöttyös könyvek)
- Twilight. Alkonyat. Képregény, 1-2.; Stephenie Meyer alapján, rajz., átdolg. Young Kim, ford. Rakovszky Zsuzsa, átdolg. Gebula Judit; Könyvmolyképző, Szeged, 2010-2011 (Vörös pöttyös könyvek)
- A Twilight világa. Hitelesen, színesen; ford. Marczali Ferenc, Szigeti Vera; Könyvmolyképző, Szeged, 2011 (Vörös pöttyös könyvek)

## Filmadaptációk

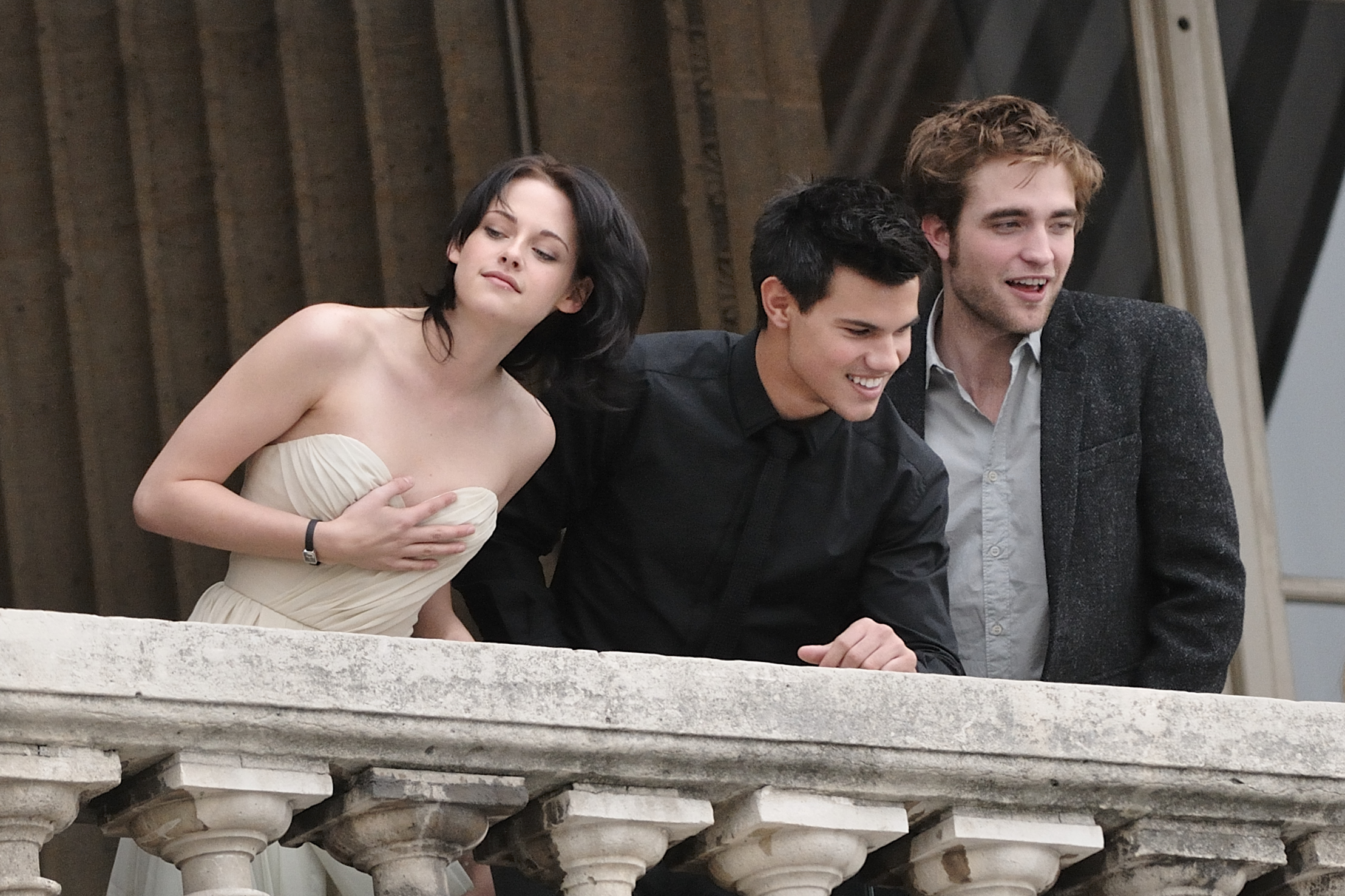
Az Alkonyat-sorozat filmadaptációinak főszereplői: Kristen Stewart (Bella), Taylor Lautner (Jacob) és Robert Pattinson (Edward) 2009-ben

Az Alkonyat című kötetből Melissa Rosenberg írt forgatókönyvet a Summit Entertainment részére. Az azonos című filmet Catherine Hardwicke rendezte, a főszerepekre Kristen Stewartot (Bella) és Robert Pattinsont (Edward) választották. Stephenie Meyer úgy nyilatkozott, nagyon tetszettek neki a színészek, bár az ő fejében továbbra is más kép él a szereplőkről. Pattinsonról azt gondolja, „van valami túlvilági az arcában [...]. Ha tényleg léteznének vámpírok, ez az az arc, amiről elgondolkodna az ember, hogy vajon nem-e...?” Az írónő Kristen Stewartot is dicsérte: „Minden nap hálát adok a szerencsecsillagomnak, hogy leszerződött a sorozatra.” A filmet az Egyesült Államokban 2008. november 21-én mutatták be, a magyar premier 2008. november 27-én volt.
2008. november 22-én a Summit Entertainment bejelentette, hogy Alkonyat – Újhold címmel elkészíti a sorozat második részének adaptációját is. A filmet 2009. november 20-án mutatták be, 2010. március 20-án pedig DVD és Blu-ray kiadásban is megjelent. 2010 márciusában a stúdió egy exkluzív dokumentumfilmet is megjelentetett DVD-n Twilight in Forks címmel, a sorozat helyszínéül szolgáló városka életéről és legendáiról. Forks: Bitten by Twilight címmel a Topics Entertainment is DVD-t jelentetett meg.
A filmsorozat harmadik részét Alkonyat – Napfogyatkozás címmel 2010. június 30-án mutatták be a mozik. A filmet David Slade rendezte. 2010 áprilisában a Summit Entertainment bejelentette, hogy a Hajnalhasadás alapján készülő két filmet az Oscar-díjas Bill Condon, az Érzelmek tengerében és a Dreamgirls rendezője, a Chicago forgatókönyvírója viszi majd vászonra. A két filmet 2011-ben és 2012-ben mutatták be a mozik.
Az Alkonyat-filmek is hozzájárultak a sorozat népszerűségéhez, a Mintel kutatói szerint minden tizedik, fantasyt olvasó fiatal a film hatására kezdett el ilyen jellegű könyveket olvasni.
Az Alkonyat-sorozatból a 20th Century Fox paródiafilmet készített Vampires Suck címmel, melyet 2010. augusztus 18-án mutattak be az amerikai mozik.

### Fordítás
- Ez a szócikk részben vagy egészben  a   Twilight (series) című angol Wikipédia-szócikk fordításán alapul.  Az eredeti cikk szerkesztőit annak laptörténete sorolja fel. Ez a jelzés csupán a megfogalmazás eredetét és a szerzői jogokat jelzi, nem szolgál a cikkben szereplő információk forrásmegjelöléseként.